# 天主教锡拉丘兹教区
天主教錫拉丘茲教區（拉丁語：Diocesis Syracusensis）是美國一個羅馬天主教教區，屬紐約總教區。成立於1886年11月26日。
範圍包括紐約州中部七縣，教座位於錫拉丘茲。2011年有教友250,000人、一百五十五個堂區、280名司鐸。
現任教區主教為道格拉斯·盧西阿，榮休主教為羅勃·J·坎寧安。